# 短距離走者の孤独
「短距離走者の孤独」(たんきょりそうしゃのこどく／THE LONELINESS OF A SHORT DISTANCE RUNNER) は、1997年12月12日に発売された、 ソウル・フラワー・ユニオンの中川敬のソロ・プロジェクト、ソウルシャリスト・エスケイプのシングル。

## 解説
1997年、ソウル・フラワー・ユニオンは伊丹英子の耳の持病（音響性外傷）の悪化に伴い活動を一年間停止するが、その期間、中川敬はソロ・プロジェクトとしてソウルシャリスト・エスケイプを始動させた。
「短距離走者の孤独」は、そのソウルシャリスト・エスケイプのアルバム『ロスト・ホームランド』のリード・シングル曲で、金子飛鳥がストリングス・アレンジを行った、中期ビートルズ路線のサイケデリック・ナンバーである。
シングルのカップリング曲は、路上生活者やドランカーたちを歌ったロック・ステディ・ナンバー「おんぼろの夜明け」。
詳細はソウルシャリスト・エスケイプ、ロスト・ホームランドの項参照。

## 収録曲
1. 短距離走者の孤独
2. おんぼろの夜明け
3. 短距離走者の孤独（Radio Mix）